# Distrikt Bugiri
Bugiri ist ein Distrikt (district) in Ost-Uganda am Ufer des Viktoriasees mit etwa 480.400 Einwohnern und einer gesamten Fläche von 1607 Quadratkilometern, die sich aus 962 km² Landfläche und 735 km² Wasserfläche zusammensetzt. Wie fast alle Distrikte von Uganda ist er nach seinem Hauptort benannt.
Neben dem Festland umfasst der Bugiri-Distrikt auch mehrere Inseln im Viktoriasee.

## Demographie
Der Distrikt Bugiri hat 480.400 Einwohner und eine daraus resultierende Bevölkerungsdichte von 459,2 Einwohner pro km². Der Großteil der Bevölkerung (etwa 90 %) lebt in den ländlichen Gebieten, während sich der Rest auf den Hauptort Bugiri konzentriert.
| Entwicklung | Entwicklung   |
| Censusjahr  | Einwohnerzahl |
| ----------- | ------------- |
| 1991        | 171.269       |
| 2002        | 237.441       |
| 2014        | 382.913       |
| 2020        | 480.400       |